# Anton Kralj
Anton Sebastian Kralj (Malmö, 12 marzo 1998) è un calciatore svedese, difensore del Vestri.

## Carriera

### Club
Kralj è cresciuto nelle giovanili del Kvarnby IK e del Malmö FF. Il 21 luglio 2017 è stato ceduto al Gefle con la formula del prestito. Il 22 luglio ha quindi esordito in Superettan, subentrando a Jens Portin nella sconfitta per 2-0 patita sul campo del Varberg.
Il 2 gennaio 2018, il prestito di Kralj al Gefle è stato prolungato per un'ulteriore stagione. Il 22 aprile successivo ha trovato la prima rete in campionato, in occasione della vittoria per 0-2 in casa del Norrby. Il 21 dicembre 2018, il Malmö FF ha reso noto che il contratto di Kralj, in scadenza il successivo 31 dicembre, non sarebbe stato rinnovato.
Il 2 febbraio 2019, si è trasferito ai norvegesi del Sandefjord, a cui si è legato con un contratto biennale. Ha debuttato in 1. divisjon in data 7 aprile, sostituendo Erik Mjelde nella vittoria per 0-2 sul campo del Raufoss. Il 21 agosto 2019, nella sfida di ritorno contro il Raufoss, ha segnato la prima rete in squadra, sancendo il successo del Sandefjord per 1-0. In quella stagione, ha contribuito alla promozione del club in Eliteserien.
Il 16 giugno 2020, Kralj ha esordito nella massima divisione norvegese: è stato impiegato da titolare nella partita vinta per 1-2 sul campo dell'Odd. Al termine di quell'annata, il Sandefjord ha raggiunto la salvezza.
L'11 gennaio 2021, ha fatto ritorno in Svezia, firmando un contratto biennale con il Degerfors. Il 12 aprile ha quindi disputato la prima partita, quando è sceso in campo in luogo di Sargon Abraham nella sconfitta per 2-0 subita contro l'AIK. In queste due stagioni ha totalizzato 33 presenze in campionato, poi ha lasciato la squadra per fine contratto.
Il 9 marzo 2023 si è unito a parametro zero agli stoccolmesi dell'Hammarby con un accordo di breve durata valido fino all'estate, con un'opzione per un eventuale rinnovo. Quell'anno con i biancoverdi ha giocato undici partite di campionato, di cui solo due dalla panchina. Nell'Allsvenskan 2024, invece, il nuovo tecnico Kim Hellberg non lo ha schierato in alcuna gara, così ad agosto Kralj è stato girato in prestito fino alla fine dell'anno al GIF Sundsvall, squadra di Superettan che in quel momento lottava per non retrocedere dalla seconda alla terza serie, obiettivo poi raggiunto.
A fine 2024, scaduto il contratto con l'Hammarby, è rimasto svincolato. Nel febbraio 2025 ha accettato l'offerta degli islandesi del Vestri.

### Nazionale
Ha giocato nelle nazionali giovanili svedesi Under-16, Under-17, Under-18, Under-19, Under-20 ed Under-21.

## Statistiche

### Presenze e reti nei club
Statistiche aggiornate al 1º maggio 2022.
| Stagione          | Club              | Campionato        | Campionato | Campionato | Coppe nazionali | Coppe nazionali | Coppe nazionali | Coppe continentali | Coppe continentali | Coppe continentali | Supercoppe | Supercoppe | Supercoppe | Totale | Totale |
| Stagione          | Club              | Comp              | Pres       | Reti       | Comp            | Pres            | Reti            | Comp               | Pres               | Reti               | Comp       | Pres       | Reti       | Pres   | Reti   |
| ----------------- | ----------------- | ----------------- | ---------- | ---------- | --------------- | --------------- | --------------- | ------------------ | ------------------ | ------------------ | ---------- | ---------- | ---------- | ------ | ------ |
| lug.-dic. 2017    | Gefle             | S                 | 16         | 0          | CS              | 1               | 0               | -                  | -                  | -                  | -          | -          | -          | 17     | 0      |
| 2018              | Gefle             | S                 | 28         | 2          | CS              | 3               | 0               | -                  | -                  | -                  | -          | -          | -          | 31     | 2      |
| Totale Gefle      | Totale Gefle      | Totale Gefle      | 44         | 2          |                 | 4               | 0               |                    | -                  | -                  |            | -          | -          | 48     | 2      |
| 2019              | Sandefjord        | 1D                | 29         | 1          | CN              | 3               | 0               | -                  | -                  | -                  | -          | -          | -          | 32     | 1      |
| 2020              | Sandefjord        | ES                | 22         | 0          | -               | -               | -               | -                  | -                  | -                  | -          | -          | -          | 22     | 0      |
| Totale Sandefjord | Totale Sandefjord | Totale Sandefjord | 51         | 1          |                 | 3               | 0               |                    | -                  | -                  |            | -          | -          | 54     | 1      |
| 2021              | Degerfors         | A                 | 20         | 0          | CS              | 1               | 0               | -                  | -                  | -                  | -          | -          | -          | 21     | 0      |
| 2022              | Degerfors         | A                 | 4          | 0          | CS              | 1               | 0               | -                  | -                  | -                  | -          | -          | -          | 5      | 0      |
| Totale Degerfors  | Totale Degerfors  | Totale Degerfors  | 24         | 0          |                 | 2               | 0               |                    | -                  | -                  |            | -          | -          | 26     | 0      |
| Totale            | Totale            | Totale            | 119        | 3          |                 | 9               | 0               |                    | -                  | -                  |            | -          | -          | 128    | 3      |